# Just Stop
Just Stop è un singolo del gruppo musicale statunitense Disturbed, pubblicato il 7 febbraio 2006 come terzo estratto dal terzo album in studio Ten Thousand Fists.

## Tracce
Testi e musiche di Disturbed..
1. Just Stop (Live At House of Blues - Chicago) – 3:51
2. Just Stop – 3:43
3. Just Stop (video musicale) – 3:58

## Posizioni in classifica
| Anno | Classifica                 | Posizione |
| ---- | -------------------------- | --------- |
| 2006 | Hot Mainstream Rock Tracks | 4         |
| 2006 | Alternative Songs          | 24        |

## Formazione
- David Draiman - voce
- Dan Donegan - chitarra
- John Moyer - basso
- Mike Wengren - batteria